# دیگو سوارز (بازیکن فوتبال، زاده ۱۹۹۴)
دیگو سوارز (انگلیسی: Diego Suárez؛ زادهٔ ۱۰ اکتبر ۱۹۹۴) بازیکن فوتبال اهل اسپانیا است.
از باشگاه‌هایی که در آن بازی کرده‌است می‌توان به باشگاه فوتبال رئال ساراگوسا اشاره کرد.